# Pam Gems
Pam Gems, all'anagrafe Iris Pamela Price (Bransgore, 1º agosto 1925 – Londra, 13 maggio 2011) è stata una drammaturga britannica.

## Biografia
Gems studiò psicologia all'università di Manchester e non si avvicinò alla scrittura per il teatro prima dei quarant'anni. Scrittrice prolifica, è stata autrice di oltre quaranta opere teatrali originali, oltre ad aver adattato e tradotto opere di Ibsen, Čechov, Lorca e Duras. La sua opera più nota e rappresentata è Piaf, sulla vita della chanteuse francese, mentre quella più acclamata dalla critica è stata Stanley, premiata con il prestigioso Laurence Olivier Award alla migliore nuova opera teatrale e candidata al Tony Award alla migliore opera teatrale. Nel corso della sua carriera ha ricevuto anche una nomination al Tony Award al miglior libretto di un musical per Marlene, sulla vita di Marlene Dietrich.